# Autostrada A630 (Franța)
Centura Bordeaux este o șosea de centură cu o lungime de 45 km care ocolește centrul orașului Bordeaux, traversând metropola sa și o parte a aglomerației sale.
Aceasta are trei benzi de circulație pe aproape toată lungimea sa, în ambele sensuri. Singurele excepții sunt secțiunea dintre ieșirile 12 și 13, cu 2 × 4 benzi, unde o bandă de autobuz înlocuiește banda de urgență, și cea dintre nodurile rutiere nr. 1 și 2, redusă la 2 × 2 benzi. Viteza este limitată la 90 km/h (din 21 iunie 2007) pentru autoturisme și 80 km/h pentru vehiculele grele.
Punerea sa în funcțiune s-a desfășurat între 1967, odată cu deschiderea podului Aquitaine, și 1993, odată cu deschiderea podului François-Mitterrand, care permite închiderea completă a centurii. Secțiunea sa vestică, de la nodul rutier nr. 1 până la podul François-Mitterrand, este formată din autostrada A630, în timp ce secțiunea estică este constituită din drumul național 230.
Centura este unul dintre principalele trasee pentru camioanele de tranzit care vin sau se îndreaptă spre Peninsula Iberică. Porțiunile sale de est și sud sunt conectate la patru autostrăzi, unele secțiuni suportând un trafic de peste 130 000 vehicule/zi în 2022. Prin comparație, secțiunea vestică, destinată mai degrabă traficului local, suportă un trafic de aproximativ 100 000 vehicule/zi în același an. Pentru a fluidiza circulația, panouri cu mesaje variabile, instalate de-a lungul traseului, informează utilizatorii cu privire la starea traficului și la eventualele perturbări. De asemenea, semafoare bicolore, amplasate la anumite intrări, reglează ritmul accesului pe centură.
Centura generează numeroase inconveniente, în special zgomotul și emisiile de gaze poluante și particule în atmosferă. Pentru a atenua zgomotul, sunt instalate ecrane acustice, în special în timpul lucrărilor de lărgire a centurii vestice. Se iau măsuri pentru a limita emisiile de poluanți, inclusiv intervenții asupra vehiculelor și a vitezei acestora.
De asemenea, amenajarea pasajelor deasupra centurii contribuie la reducerea efectului de barieră pe care aceasta îl produce.

## Istoric

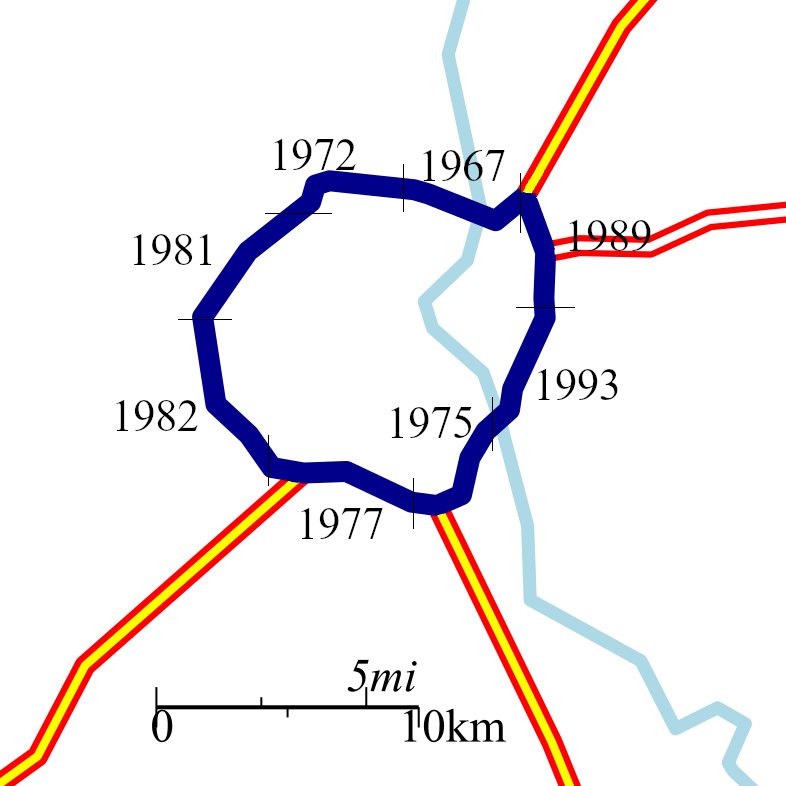
Anii de deschidere a diferitelor secțiuni ale centurii.

Proiectarea centurii a început în 1940, iar traseul său inițial, care viza doar secțiunea de vest, a fost adoptat în 1957. S-a prevăzut ca centura, situată la o distanță de 8 km de centrul orașului Bordeaux, să fie destinată exclusiv traficului de tranzit. Pentru traficul local, trebuia să fie construită o altă centură periferică, numită „calea primăriilor”, care să lege localitățile Le Bouscat, Bruges, Mérignac, Pessac, Talence, Bègles și Bordeaux. Acest proiect, rămas neterminat, a fost în cele din urmă abandonat în 1984, în favoarea exclusivă a centurii.
Centura vestică a fost deschisă treptat între 1967, odată cu punerea în funcțiune a podului Aquitaine, și 1982. Este vorba despre autostrada A630, care permite în special legătura între A10 și A63, precum și accesul la Bordeaux printr-un tronson care urmează cursul râului Garonne între acest oraș și Bègles. Lucrările la secțiunea estică s-au încheiat în 1993, odată cu punerea în funcțiune a podului Arcins. Aceasta, formată din drumul național 230, leagă A10 de A630, ocolind aglomerația pe la est.
Tronsonul A630 care urmează cursul râului Garonne devine A631 odată cu finalizarea centurii. Această scurtă autostradă de 2 km a fost declasificată în 2017, la cererea Bordeaux Métropole, pentru a fi transformată într-un bulevard urban.

## Traseu
| De la A10 până la ieșirea 21 (prin vest); secțiune gratuită, neconcesionată, administrată de DIR Atlantique.                                     | |                       |
| A10 E05 E606 | |                       |
| Intersecție | Nod rutier între A10 și A630: Paris, Nantes Angoulême, Saintes.                                                                       | A10 E5 E606           |
| 1 - Rocade Est | Orașe deservite: A62 (Toulouse), A63 (Bayonne, Bassin d'Arcachon), A89 (Lyon, Périgueux), Bergerac, Libourne, Bordeaux.               | RN230 A62 A63 A89 E70 |
| A630 E5 E70 | |                       |
| 2 - Bassens | Orașe deservite: Lormont, Carbon-Blanc, Bassens, Zona portuară.                                                                       |                       |
| 3 - Vieux Lormont | Oraș deservit: Lormont (nod rutier parțial).                                                                                          |                       |
| | Limitare la 90 km/h (sens interior).                                                                                                  |                       |
| | Podul Aquitaine (Garonne). |                       |
| | Limitare la 70 km/h (sens exterior).                                                                                                  |                       |
| 4/4c - Bordeaux-Lac | Orașe deservite: Bordeaux-centru, Centrul rutier, Parc des Expositions, Bordeaux-Lac, Zona Industrială Blanquefort, Bordeaux-Nord.    |                       |
| 4b - Centre hôtelier du lac | Cartier deservit: Centrul hotelier Lac (nod rutier parțial).                                                                          |                       |
| | Zonă de servicii: Le Lac (în ambele sensuri).                                                                                         |                       |
| 4a - Bruges-La Tasma | Orașe deservite: Bruges, Parc des Expositions (nod rutier parțial).                                                                   |                       |
| 5 - Bordeaux-Fret | Orașe deservite: Bordeaux-Fret, Zona Industrială Bruges.                                                                              |                       |
| 6 - Bruges | Orașe deservite: Bruges, Blanquefort, Zona Industrială Blanquefort, Zona Industrială Campilleau.                                      |                       |
| 7 - Le Bouscat | Orașe deservite: Le Bouscat, Eysines, Le Taillan-Médoc, Informații Médoc.                                                             | M2215                 |
| 8 - Eysines | Orașe deservite: Le Verdon-sur-Mer, Lacanau, Eysines, Le Taillan-Médoc, Saint-Médard-en-Jalles.                                       | M1215                 |
| | Limitare la 90 km/h (sens exterior).                                                                                                  |                       |
| 9 - Le Haillan | Orașe deservite: Bordeaux-Caudeyran, Bordeaux-Capeyron, Saint-Médard-en-Jalles, Le Haillan.                                           |                       |
| | Zone de servicii: Le Chut (sens exterior); Le Truc (sens interior)                                                                    |                       |
| 10 - Mérignac-centre | Orașe deservite: Mérignac-centru, Andernos-les-Bains, Lège-Cap-Ferret, Martignas-sur-Jalle, Mérignac-Pichey.                          | M213                  |
| | Limitare la 90 km/h (sens exterior).                                                                                                  |                       |
| 11a - Parc d'Activités | Cartiere deservite: Parc de Activități, Centrul hotelier (nod rutier parțial).                                                        |                       |
| 11/11b - Aéroport de Bordeaux - Mérignac | Orașe deservite: Aeroportul Bordeaux–Mérignac, Mérignac-Chemin Long.                                                                  | M1563                 |
| 12 - Saint-Jean-d'Illac | Orașe deservite: Saint-Jean-d'Illac, Parc Cimetière.                                                                                  | M106                  |
| 13 - Pessac | Orașe deservite: Pessac-centru, Pessac-l'Alouette.                                                                                    | M107                  |
| 14 - Z.I. Pessac | Orașe deservite: Pessac-Saige, Zona Industrială Pessac, Spitalele Haut-l'Évêque și Xavier Arnozan.                                    |                       |
| 15 | Nod rutier între A63 și A630: San Sebastián, Bayonne, Mont-de-Marsan, Bassin d'Arcachon.                                              | A63 E5 E70            |
| 16 - Domaine Universitaire | Orașe deservite: Gradignan-centru, Talence-centru, Campusul Universitar Talence Pessac Gradignan.                                     | M1010                 |
| | Zonă de servicii: Thouars (în ambele sensuri).                                                                                        |                       |
| 17 - Gradignan-Malartic | Orașe deservite: Talence-Thouars, Gradignan-Malartic.                                                                                 |                       |
| 18 - Pont de la Maye | Orașe deservite: Léognan, Cadaujac, Villenave-d'Ornon, Villenave-d'Ornon-Pont de la Maye.                                             | M1113                 |
| 19 | Nod rutier între A62 și A630: Toulouse, Pau, Agen.                                                                                    | A62 E72               |
| A630 E5 E70 E72 | |                       |
| 20 - Bègles | Orașe deservite: Cadaujac, Bègles. |                       |
| | Limitare la 90 km/h (sens exterior).                                                                                                  |                       |
| 21 - Bordeaux-centre | Orașe deservite: Bordeaux-centru, Gara Bordeaux Saint-Jean, M.I.N. Bordeaux.                                                          | E72                   |
| A630 E5 E70 | |                       |
| De la ieșirea 21 până la A10 (prin est); secțiune gratuită, neconcesionată, având statut de drum expres (RN230), administrată de DIR Atlantique. | |                       |
| RN230 E5 E70 | |                       |
| | Podul François-Mitterrand (Garonne).                                                                                                  |                       |
| 22/22a/22b - Floirac-la Souys | Orașe deservite: Latresne, Floirac-la Souys.                                                                                          |                       |
| 23 - Floirac-centre | Orașe deservite: Bouliac, Floirac-centru.                                                                                             |                       |
| 24 - Haut-Floirac | Orașe deservite: Bordeaux-centru, Bergerac, Tresses, Haut-Floirac.                                                                    | M936                  |
| 25 - Artigues-centre | Orașe deservite: Artigues-près-Bordeaux-centru, Cenon, Zona Industrială Artigues.                                                     |                       |
| 26 - Quatre Pavillons | Orașe deservite: A89 (Lyon, Clermont-Ferrand, Périgueux), Libourne, Artigues-près-Bordeaux-Moulinat, Yvrac, Lormont-Quatre Pavillons. | RN89 E70 A89          |
| 27 - Lormont | Orașe deservite: Lormont, Carbon-Blanc (nod rutier parțial).                                                                          | RN89 E70 A89          |
| RN230 E5 E70 | |                       |
| A630 E5 E70 | |                       |
| | Vezi apoi începutul listei. |                       |